# Aleksandras Štromas
Aleksandras Štromas (ang. Alexander Shtromas, ur. 4 kwietnia 1931 w Kownie, zm. 12 czerwca 1999 w Hillsdale (Michigan)) – litewski prawnik, politolog, sowietolog, publicysta.

## Życiorys
Pochodził z rodziny żydowskiej. Jego ojciec został zabity 27 czerwca 1941 w pogromie na terenie garażu "Lietūkisu" w Kownie. W latach 1941–1943 był więźniem getta kowieńskiego, skąd zbiegł. Był ukrywany przez litewską rodzinę. Po wojnie został przysposobiony przez rodzinę I sekretarza KC Komunistycznej Partii Litwy Antanasa Sniečkusa. Studiował prawo na Uniwersytecie Wileńskim (1947–1948) oraz Moskiewskim (1948–1952). W 1964 uzyskał stopień kandydata nauk prawnych. W latach 1952–1955 pracował jako adwokat na Litwie, następnie był pracownikiem naukowym w instytutach badawczych w Moskwie. W 1959 wrócił na Litwę, gdzie do 1973 kierował Laboratorium (od 1961 Instytutem) Kryminalistycznym. Wykładał na uczelniach wyższych w Wilnie, Moskwie i Iwanowie.
W młodości był zwolennikiem komunizmu, jednak w późniejszych latach związał się ze środowiskiem litewskich i rosyjskich dysydentów. W 1973 wyemigrował do Wielkiej Brytanii. W latach 1974–1977 wykładał na Uniwersytecie w Bradford, a od 1978 do 1989 na Uniwersytecie w Salford. W 1985 wraz z grupą intelektualistów i dysydentów brał udział w Bałtyckim Rejsie na rzecz Pokoju i Wolności. W 1989 przeniósł się do Stanów Zjednoczonych, pracował jako profesor nauk politycznych w Koledżu w Hillsdale. Był zaangażowany w działalność społeczności litewskiej w USA. Publikował w prasie i czasopismach naukowych w Wielkiej Brytanii i USA, w litewskich wydawnictwach emigracyjnych oraz rosyjskim samizdacie.

## Publikacje
- Political consciousness in Soviet Lithuania, 1980
- Political change and social development: The case of the Soviet Union, 1981
- Mind against the wall, 1983
- The Soviet Union and the challenge of the future (wsp. z Mortonem A. Kaplanem), 1988–1989
- The jewish and gentile experience of the holocaust: A personal perspective, 1989
- Laisvės horizontai, 2001 (pośmiertnie)